# Freida Lee Mock

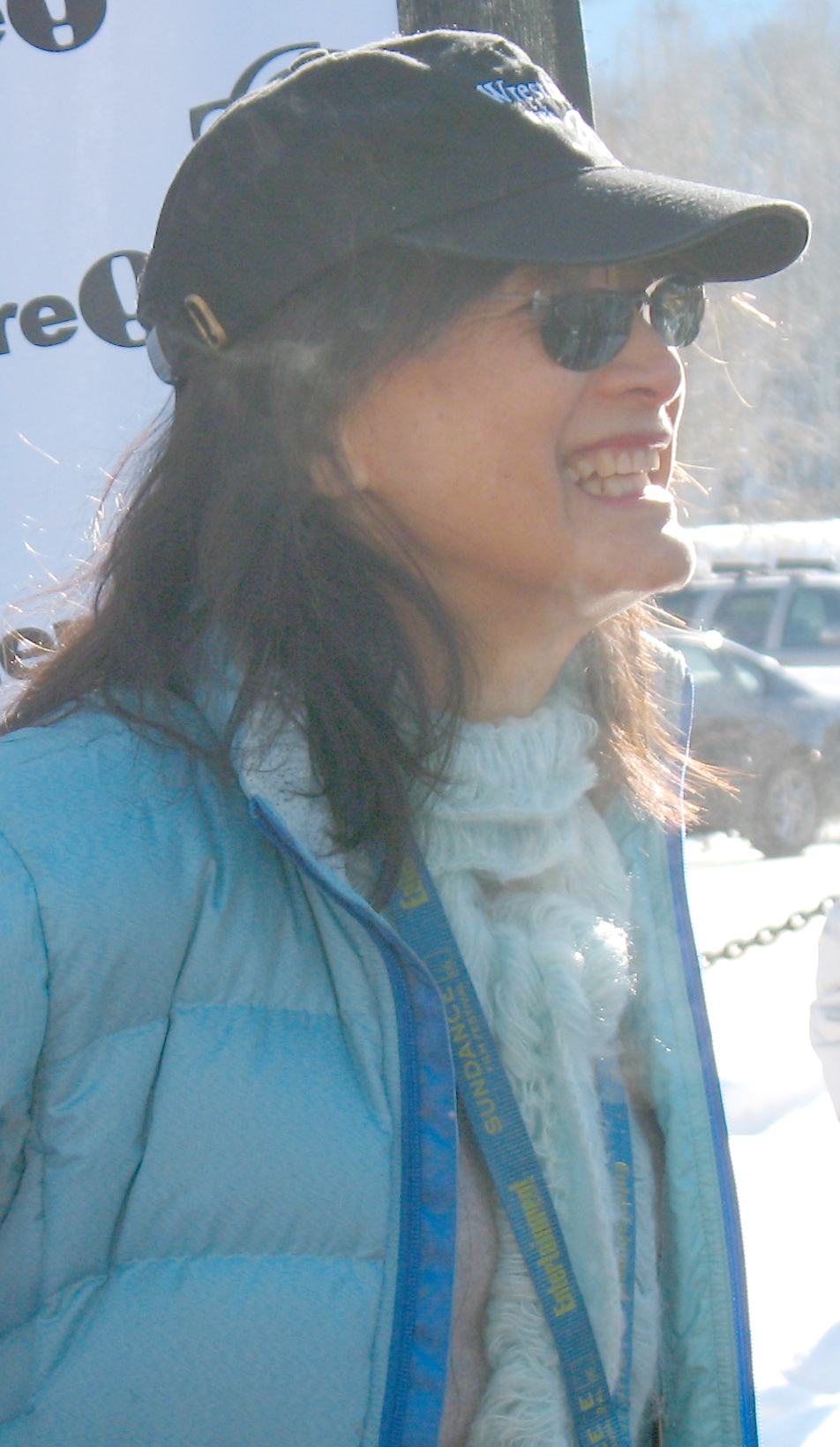
Freida Lee Mock

Freida Lee Mock ist eine US-amerikanische Drehbuchautorin, Regisseurin und Filmproduzentin.

## Leben
Mock studierte Geschichte und Rechtswissenschaft an der University of California in Berkeley. Nach ihrem Bachelorabschluss arbeitete sie unter anderem für den National Geographic Channel. 1983 war sie für die für den Fernsehsender PBS produzierte Dokumentation To Live or Let Die erstmals für den Oscar nominiert. 1989 erhielt sie den Emmy für das Porträt der Schauspielerin Lillian Gish, Lillian Gish: The Actor’s Life for Me. Eine zweite Nominierung für den Oscar erfolgte 1991 für das Porträt von Rose Kennedy, Rose Kennedy: A Life to Remember. Den Oscar erhielt sie schließlich 1995 für Maya Lin: A Strong Clear Vision, einen Film über die Künstlerin und Architektin Maya Ying Lin. Weitere Oscar-Nominierungen erhielt sie für Never Give Up: The 20th Century Odyssey of Herbert Zipper, einem Porträt von Herbert Zipper sowie für Sing!, einer Dokumentation über einen Kinderchor in Los Angeles.
Zusammen mit Terry Sanders gründete sie American Film Foundation und ist unter anderem Mitglied der Academy of Motion Picture Arts and Sciences, der Directors Guild of America und der Writers Guild of America. Sie spricht Chinesisch und Französisch.

## Filmografie (Auswahl)
- 1982: To Live or Let Die
- 1988: Lillian Gish: The Actor’s Life for Me
- 1990: Rose Kennedy: A Life to Remember
- 1994: Maya Lin: A Strong Clear Vision
- 1995: Never Give Up: The 20th Century Odyssey of Herbert Zipper
- 1998: Return with Honor
- 1999: Bird by Bird with Anne
- 2001: Sing!
- 2006: Wrestling with Angels: Playwright Tony Kushner
- 2008: Sing Opera!
- 2009: Sing China!
- 2010: Lt. Watada

## Auszeichnungen
- 1983: Oscar-Nominierung für To Live or Let Die
- 1989: Emmy für Lillian Gish: The Actor’s Life for Me
- 1991: Oscar-Nominierung für Rose Kennedy: A Life to Remember
- 1995: Oscar – Bester Dokumentarfilm für Maya Lin: A Strong Clear Vision
- 1996: DGA-Award-Nominierung für Maya Lin: A Strong Clear Vision
- 1996: Oscar-Nominierung für Never Give Up: The 20th Century Odyssey of Herbert Zipper
- 2002: Oscar-Nominierung für Sing!